# Stillehavslom
Stillehavslom (Gavia pacifica) er en fugl i lomslægten, der lever i Alaska, Canada og det østlige Sibirien.